# Newport, North Carolina
Newport är en ort i Carteret County i delstaten North Carolina, USA.